# كيديكال ماس
كيديكال ماس هي جولة دراجات هوائية منظمةٌ للأطفال، غالبًا ما تستخدم الطرق العامة في المدن. الجولات مجانية ومفتوحة للجميع، ويتولى الكبار مسؤولية حراسة السلامة، على عكس كريتيكال ماس، يُخطط لمسارها مسبقًا. يتراوح طول الجولات عادةً بين ميلين وخمسة أميال وقد تتضمن جولات فرعية للوصول إلى نقطة البداية.

## التاريخ
اسم كيديكال ماس هو جناس على حدث كريتيكال ماس لركوب الدراجات، وكلمة "kid" تعني طفل، استُخدم الاسم لأول مرة لسباق دراجات في يوجين، أوريغون، الذي أُقيم في 18 أبريل 2008.
تُقام الآن فعاليات كيديكال ماس في مدن حول العالم، وتُقام عطلات نهاية الأسبوع الدولية مرتين سنويًا، في مايو وسبتمبر، ويُقام الأخير في 22 سبتمبر بمناسبة اليوم العالمي للسيارات الخالية من السيارات.

## الهدف
تُتيح جولات كيديكال ماس للأطفال فرصةً لممارسة ركوب الدراجات على الطرق العامة ومسارات ركوب الدراجات، مستفيدين من وضوح الرؤية والسلامة في الأعداد الكبيرة، فهي تُعزز الوعي بحقوق الأطفال في التنقل، وتُعزز فكرة حقهم في الذهاب بالدراجات إلى المدرسة أو ممارسة أنشطتهم الترفيهية، وإلى جانب ربط الأطفال بآبائهم وتوحيدهم، تُعتبر جولات كيديكال ماس أيضًا احتجاجاتٍ تُطالب ببنية تحتية أكثر أمانًا لركوب الدراجات.